# Бойе, Карин
Карин Бойе (швед. Karin Maria Boye, 26 октября 1900, Гётеборг — 24 апреля 1941, Алингсос) — шведская писательница.

## Биография

### Детство, учёба
Карин Бойе родилась в Гётеборге, в доме на площади Васаплатсен, 11 в семье инженера Карла Фредрика («Фрица») Бойе (1857—1927) и Сигне Бойе (1875—1976), в девичестве Лильестранд. Оба происходили из состоятельных чиновничьих семей; отец — инженер, а впоследствии страховой агент, мать — служащая в той же компании. Отец отличался психической неустойчивостью, Карин воспитывалась матерью. Карин считала, что её саму воспитывали «более чем образцово». В 1907 году она пошла в школу Матильды Халльс в Гётеборге. Училась хорошо. У неё было два брата — Свен (1903—1974) и Ульф (1904—1999). В 1909 отец устроился на работу в страховую инспекцию в Стокгольме и перебрался в этот город вместе со всей семьёй.
В 1915 году семья поселилась в южном районе Стокгольма Худдинге, где теперь стоит здание Хёдольской гимназии (швед. Sjödalsgymnasiet). Там, в роще берёз, сосен и дубов, они соорудили довольно большую виллу — красную, с белыми карнизами. Семья Бойе назвала это жилье «берёзовым домом». Здесь Карин написала много ранних стихов, рассказов и пьес. Увлекалась рисованием. Её акварели с мифическими фигурами заняли целую комнату в музее принца Евгения на мысе Вальдемарсудде.
В 1920 году Карин Бойе окончила среднюю школу, а через год сдала экзамен на право учительствовать в начальной школе. Тогда же она поступила в Уппсальский университет, намереваясь изучать греческий, скандинавские языки и историю литературы. В 1918 году в христианском летнем лагере в Фогельстаде Карин познакомилась с Анитой Натхорст, а в Уппсале снова встретила её. Натхорст, будучи на семь лет старше, изучала теологию и гуманитарные науки в университете. На последнем курсе обучения Бойе вступила в социалистический кружок «Кларте». В 1928 году Карин Бойе сдала экзамен на звание магистра философии в Стокгольмском университете. Покинуть Уппсалу, по её собственным словам, вынудили переутомление и стресс.

### Дебют и ранняя карьера

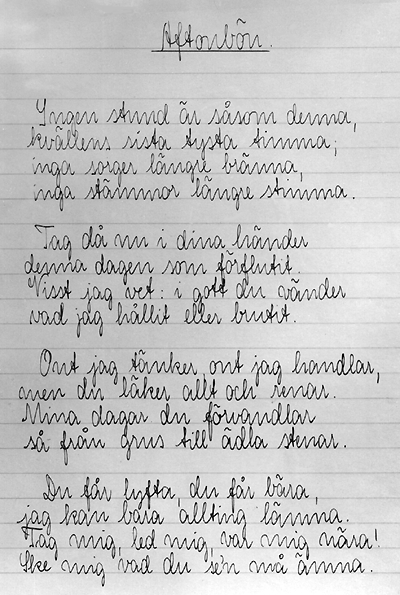
Автограф стихотворения Карин Бойе «Вечерняя молитва», 1922

В 1922 году Карин Бойе дебютировала сборником стихов «Облака» — размышлениями молодой женщины о Боге, трудности в жизни и о своем будущем. Эти стихи имеют свои особенности и мотивы. Форма отличается лёгкими рифмами и склонностью к аллитерации. Но прежде всего поражает особый ритм с чередованием ударных слогов. В последующих сборниках — «Сокрытая земля» (1924) и «Очаги» (1927) — автор с позиции христианской этики призывает к мужеству, борьбе и самопожертвованию. В 1925 году она выступила с известной стихотворной «Речью к человеку» (швед. Tal till mannen) на студенческом празднике весны. В 1931 году её первый роман «Астарта» выиграл премию на конкурсе скандинавских романов.
В 1927 году Карин Бойе вошла в число членов редакции социалистического журнала «Кларте» (Clarté). Она была также одним из основателей журнала «Спектрум» (Spektrum) и в 1931—1932 годах, вместе с Иосифом Ривкиным, Эриком Местертоном и Гуннаром Экелёф, входила в редколлегию «Спектрума». Карин Бойе материально помогла основать это издание. В 1928 году после смерти отца она получила наследство и несколько лет была материально независима. В 1931 году её выбрали в члены «Общества Девяти» (швед. Samfundet De Nio). В этой литературной академии она занимала кресло № 6.
Перевела роман Томаса Манна «Волшебная гора» (1929), переводила Т. С. Элиота, пропагандировала сюрреализм.
Я верю, что любящий получает за свою любовь ровно столько, сколько даёт, — но не от того, кого любит, а от самой любви
В 1930 году посетила СССР, в 1932—1933 гг. жила в Берлине, после чего написала роман-антиутопию «Каллокаин» (1940), ставшую её наиболее известным произведением, многократно переизданным и переведённым на многие языки, по нему снят телесериал.

### Соглашение с собой
Находясь в Берлине в течение 1932—1933 годов, Карин Бойе перестала скрывать свою бисексуальность. В то время распался её брак с Лейфом Бьёрком. Когда поэтесса вернулась домой, друзья заметили, что она изменилась: стала элегантной и более уязвимой, стала меньше интересоваться деятельностью марксистского крыла в «Кларте». Предложила совместное проживание молодой еврейке Марго Ханель, которую «соблазнила» (со слов самой поэтессы) в Берлине. Вдвоем они жили до самой смерти Карин Бойе; тогда в Швеции гомосексуализм считался преступлением. Глубокая любовь поэтессы к Аните Натхорст была неразделённой.

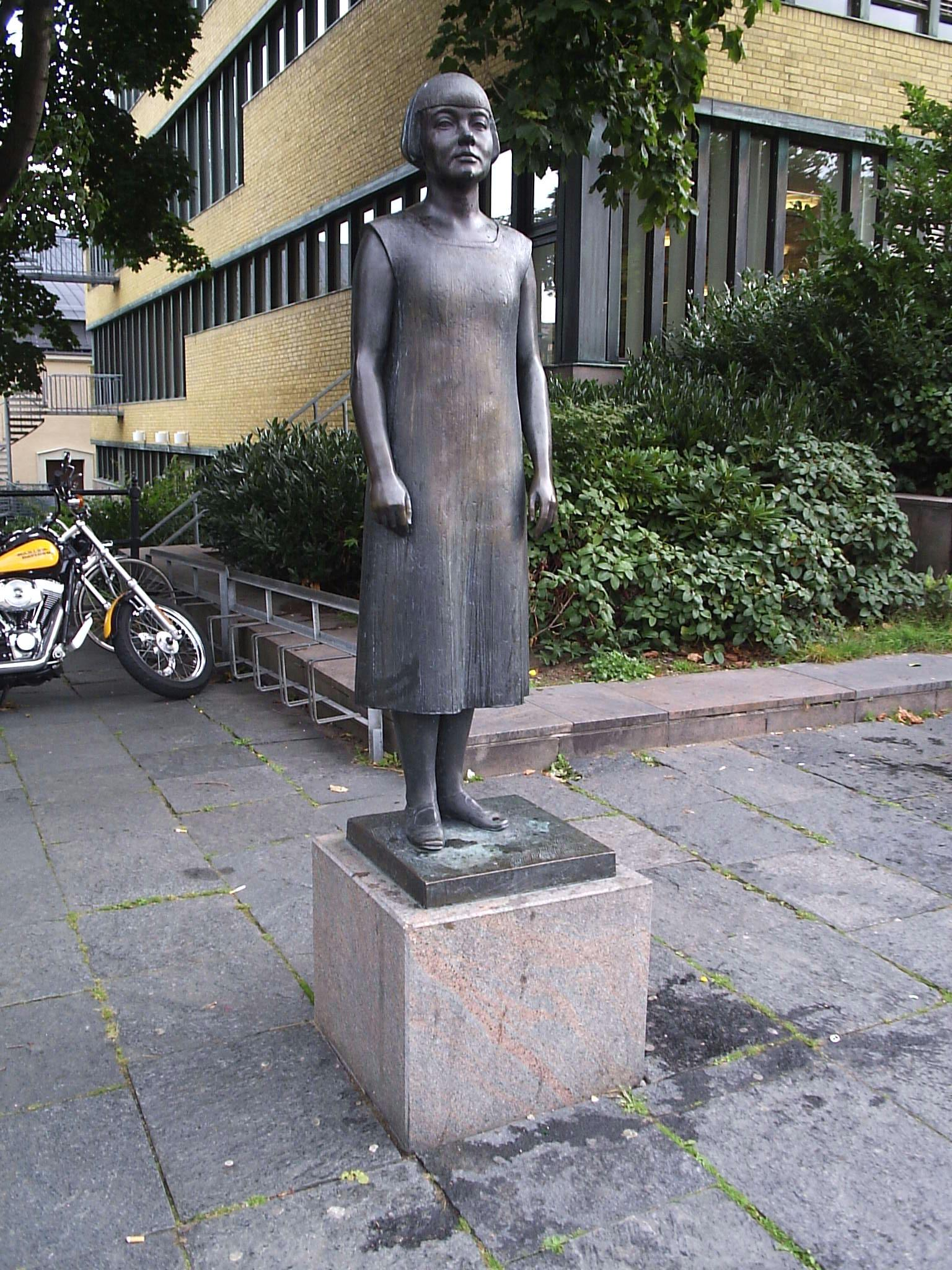
Петер Линде. Памятник Карин Бойе перед городской библиотекой г. Гётеборг

Бойе, по-видимому, сознавала свою гомосексуальность или бисексуальность ещё перед тем, как вышла её дебютная книга, но с таким свойством было очень нелегко примириться и чувствовать себя мужчиной, а тем более — открыто говорить об этом. Маргит Абениус, которая знала Карин со студенческих лет, заметила это свойство ещё в подростковых произведениях поэтессы. В этих стихах и легендах юная писательница очень часто идентифицировала себя с героями-мужчинами, и немало их жертвенных поступков имеют эротическую подоплёку.
Абениус считает, что в душе Бойе продолжается борьба между стремлением быть верным своему выбору (даже бессознательному) и своим убеждениям и стремлением соответствовать внешним моральным требованиям, которые люди добровольно берутся соблюдать (сверх-я у Фрейда). Эта важная линия конфликта, которая тянется от дебютной книги и далее, имеет много общего со взглядом Бойе на своё запретное наслаждение. Бойе сама приходит к подобному толкованию в «Кризисе». Эта книга написана после года, проведенного в Берлине, поэтому вряд ли можно усматривать в ней правильную реакцию на кризис, в котором поэтесса пробыла в начале 1921 года (и сама сделала первый анализ этого кризиса в письме к подруге Агнес Феллениус).

### Последние годы
Карин Бойе умерла, приняв большую дозу снотворного. 23 апреля 1941 она в последний раз вышла из своего дома. На то время Карин Бойе находилась в Алингсосе, чтобы морально поддержать смертельно больную подругу Аниту Натхорст (1894—1941). Судя из письма поэтессы и воспоминаний её знакомых, в последние месяцы своей жизни Карин Бойе была подавлена, её психическое состояние было всё менее устойчивым.
Согласно документам Государственного архива Гётеборга, её нашли мертвой возле большого камня, который стоит на холме, к северу от Алингсоса. Этот большой камень в окрестности Нульбю стал достопримечательностью и отмечен на туристической карте. Карин Бойе похоронили в семейном склепе на кладбище в Гётеборге.
Её возлюбленная Марго Ханель (она не была вместе с Карин Бойе в Алингсосе) покончила с собой 30 мая 1941 года.

## Супружеская жизнь
В 1929—1932 годах Карин Бойе была замужем за статистиком Лейфом Бьёрком (1907—2000), братом политика, посла и журналиста Кая Бьёрка.

## Признание
Оказала глубокое влияние на скандинавскую поэзию. Стихи её памяти посвятили Ингер Хагеруп, Харри Мартинсон, Яльмар Гулльберг. В 1983 году в Швеции создано общество Карин Бойе. В 2004 году её именем названа библиотека Уппсальского университета.

## Произведения

### Книги стихов
- Moln/ Облака (1922)
- Gömda land/ Сокрытая земля (1924)
- Härdarna/ Очаги (1927)
- För trädets skull/ Ради дерева (1935)
- De sju dödssynderna/ Семь смертных грехов (1941, посмертно)

### Романы
- Astarte/ Астарта (1931)
- Merit vaknar/ Мерит просыпается (1933)
- Kris/ Кризис (1934)
- För lite/ Слишком мало (1936)
- Kallocain/ Каллокаин (1940)

### На русском языке
- Каллокаин/ Пер. И. Дмоховской. М.: Молодая гвардия, 1971 (в тексте перевода опущены некоторые фрагменты, которые могли быть восприняты как политически острые в СССР)
- [Стихи]// Западноевропейская поэзия XX века. М.: Художественная литература, 1977, с.715—716